# Mesobracon interstitialis
Mesobracon interstitialis är en stekelart som beskrevs av Josef Fahringer 1928. Mesobracon interstitialis ingår i släktet Mesobracon och familjen bracksteklar. Inga underarter finns listade i Catalogue of Life.